# オースティン・ピー州立大学
オースティン・ピー州立大学 (Austin Peay State University ) はアメリカ合衆国テネシー州クラークスビルにある4年制の州立大学。Tennessee Board of Regents により運営される。南部大学学校協会に認可され、テネシー州内で最も速く成長した大学である。

## 歴史
クラークスビル・フリーメイソン89番支部がモンゴメリー郡男子アカデミーの出資者となった。1845年、フリーメイソン大学が創立され、1848年、モンゴメリー郡男子アカデミーとフリーメイソン大学は合併し、モンゴメリー・フリーメイソン大学・男子アカデミーとなった。この教育機関は男子大学およびアカデミーとしてナッシュビル長老派教会会議に譲渡される1855年まで続いた。長老派教会は大学名をスチュワート大学と変え、後にさらに南東長老派教会大学と名を変えた。1925年、大学はテネシー州メンフィスに移転し、1945年、Southwestern at Memphis となり、1984年に最終的にローズ大学と名を変えるまで長年続いた。これがオースティン・ピー普通学校の前身であり、現在オースティン・ピー州立大学の存在する場所となる。この大学のある地域はテネシー州ノックスビルより西で最も長く高等教育を施していた場所である。
1927年にAct of the General Assembly により2年間の短期大学および教員養成機関として、創立時に3期目を迎えたテネシー州知事オースティン・ピーに敬意を表し名付けられたオースティン・ピー普通学校が開校した。当初は限られた目的、資金だったが、テネシー州教育委員会の運営下、単科大学と総合大学の間の存在となるべく長年かけて徐々に水準を高めた。
普通学校時代の1931年、最初の新設校舎としてハーンド・ホールが建てられ、現在も存在する。1939年、州教育委員会から理学士課程の開設を認可され、理学士資格は1942年春の卒業式で初めて授与された。1943年2月4日、Act of the Tennessee Legislature により校名がオースティン・ピー州立大学に変えられた。1951年、州当局は文学士課程の開設を認可し、1952年、大学は教育学修士課程を申請。1966年11月の会議において、州教育委員会は単科大学から総合大学への移行を審議し、1967年9月に実行された。1967年2月、州教育委員会は文学修士、理学修士課程を認可。1968年、準学士が承認された。1972年、州教育委員会は高等教育機関の運営をTennessee Board of Regents に移行した。
1974年、Tennessee Board of Regents は美術学士と教育専門課程を認可。1979年、伝統的な文学士、理学士が新設の経営学士課程と置き換えられた。1979年、看護学士が承認された。1983年、Tennessee Board of Regents は音楽修士課程を認可。2001年、Bachelor of Professional Studies を認可。
2000年、急成長し、2001年から2010年の間に52.4%上昇しテネシー州立大学で最も速い成長となった。2009年秋の入学者は10,188名となり、入学者数が1万人を初めて越え、2010年秋には10,723名となった。2010年秋、2年間の化学工学準学士課程の最新校舎のヘムロック半導体ビルディングが公開された。大学は拡大を続け、ディクソンのルネサンス・センターにも開講できるよう申請中で、将来的にスプリングフィールドでも開講できるよう計画中である。

### 竜巻被害
1999年1月22日早朝数時間、F4の竜巻がクラークスヴィルのダウンタウンおよび大学キャンパスを襲った。クレメント、ハーンド、ハーヴィル、アーチウッドの校舎は窓や屋根が壊れるなと重大な被害を受けた。この竜巻による死者は出なかった。130本もの木々が粉々になりキャンパス中に散らばり、校舎内に暗い影を落とした。大学は1週間以内に授業を開始すると誓約した『オペレーション・リストレーション(業務回復)』を早急に開始し、教職員、地元ボランティアの根気と尽力のおかげで大学は3日で再開することができた。重大な被害を受けた校舎は1年以内に再開された。

## スポーツ
大学内のスポーツ・チームのほとんどがOhio Valley Conference (OVC)に加盟しており、オースティン・ピー州知事に敬意を表し、『ガヴァナーズ』(知事)と名付けられている。応援の掛け声の主なものは「レッツ・ゴー、ピー!」である。
フットボールのチームはPioneer Football League に加盟しているが、2005年4月8日、2005年のシーズンからリーグを離脱し、2007年からOVCに加盟することが発表された。
バスケットボール・チームは男女共OVCにおいて伝統的に強い地位にいる。男子チームはデイヴ・ルース監督によりNCAAのトーナメントへの出場権を3回獲得することができ、カンファレンス内で最も強い監督として、最も尊敬される監督の1人となっている。トレントン・ハッセルやブッバ・ウェルズなどのような著名な選手を輩出し続けている。1987年のトーナメントでは第1試合でイリノイ大学アーバナ・シャンペーン校と対戦し68対67で勝利した。
2006年7月から8月、テネシー・タイタンズがキャンパス内でトレーニング・キャンプを行なった。

## キャンパス内のビルディング
| - Trahern Building - Browning Building(第38代テネシー州知事ゴードン・ブロウニングに因む) - Claxton Building(第2代学長フィランダー・クラクストンに因む) - Clement Building(第41代テネシー州知事フランク・G・クレメントに因む) - Dunn Center(第43代テネシー州知事ウィンフィールド・ダンに因む) - Ellington Building(第42代テネシー州知事バフォード・エリントンに因む) - Felix G. Woodward Library - Foy Fitness and Recreational Center - Harned Hall - Hemlock Semiconductor Building - Kimbrough Building - Marks Building - McCord Building(第40代テネシー州知事ジム・ネンス・マコードに因む) - McReynolds Building - Memorial Health Building ("The Red Barn") - Music/Mass Communication Building - Pace Alumni Center at Emerald Hills - Sundquist Science Complex(第47代テネシー州知事ドン・サンキストに因む) - Trahern Building - Joe C. Morgan University Center - Honors Commons | - Sevier Hall (女子)(初代テネシー州知事ジョン・セビアに因む) - Beatrice Hand Village (男女共用) - Emerald Hills (家族住宅) - Blount Hall (男女優等生用)(テネシー選出上院議員ウィリアム・ブラウントに因む) - Harvill Hall (男女優等生用) - Marion Street Apartments (教職員) - Meacham Apartments (男女共用) - Miller Hall (男子) - Castle Heights (新入生) - Two Rivers Apartments (男女優等生用) |

## 学部
- Accounting(会計学)
- African American Studies(アフリカ系アメリカ学)
- Agriculture(農学)
- Art(芸術学)
- Astronomy(天文学)
- Biology(生物学)
- Business Administration(経営管理学)
- Chemistry(化学)
- Communication(コミュニケーション学)
- Computer Science(計算機科学)
- Economics & General Business(経済学)
- Education(教育学)
- Engineering Technology(工学技術)
- Finance Management & Marketing
- Geosciences(地球科学)
- Health & Human Performance(健康および人間性能)
- History(歴史学)
- Languages & Literature(言語学、文学)
- Leadership
- Mathematics(数学)
- Military Science(軍事学)
- Music(音楽学)
- Nursing(看護学)
- Philosophy(哲学)
- Physics(物理学)
- Political Science(政治学)
- Psychology(心理学)
- Public Management and Criminal Justice(公的管理および刑事司法)
- Social Work(福祉学)
- Sociology(社会学)
- Theatre & Dance(演劇学、舞踊学)
- Women's Studies(女性学)

## 著名な出身者
- ロナルド・ベイリー少将 - アメリカ海兵隊司令官、第1海兵師団
- デイヴィッド・ビブ - 米連邦政府一般調達局次官
- ライリー・ダーネル - 元テネシー州選出上院議員、元テネシー州務長官
- A・J・エリス - メジャーリーグベースボールのロサンゼルス・ドジャースのキャッチャー
- ジェフ・グーチ - NFLのタンパベイ・バッカニアーズ(1996年～2001年、2004年～2005年)、デトロイト・ライオンズ(2002年～2003年)の元選手
- トレントン・ハッセル - NBAブルックリン・ネッツのバスケットボール選手
- トミー・ヘッド - 元テネシー州選出下院議員、バスケットボール元監督パット・サミットの兄
- オーティス・ハワード - NBAミルウォーキー・バックス、デトロイト・ピストンズ元選手
- パーシー・ハワード - NFLダラス・カウボーイズの元ワイド・レシーヴァー
- ダグラス・S・ジャクソン - 元テネシー州選出上院議員、ディクソンの民主党員
- ショーン・ケリー - メジャーリーグベースボールのシアトル・マリナーズのピッチャー
- チョンダ・ピアス - キリスト教徒のコメディアン、舞台役者
- ジョシュ・ロウズ - シンガーソングライター
- ジョージ・シェリル - メジャーリーグベースボールのシアトル・マリナーズ、ボルチモア・オリオールズ、ロサンゼルス・ドジャースのリリーフ・ピッチャー
- ジェフ・ステック - ピーク・フィットネスなどの起業家
- ジェイミー・ウォーカー - メジャーリーグベースボールのカンザスシティ・ロイヤルズ、デトロイト・タイガース、ボルチモア・オリオールズのリリーフ・ピッチャー
- ブッバ・ウェルズ - MBAダラス・マーベリックスの元バスケットボール選手
- ヴァーナー・ムーア・ホワイト - 風景画家、肖像画家
- ジェイムス・フライ・ウィリアムズ - 1970年代の伝説的バスケットボール選手、アメリカン・バスケットボール・アソシエーションのオリジナル・メンバー
- ジャック・ズレンシック - メジャーリーグベースボールのシアトル・マリナーズの統括マネージャー
- ボニー・スローン - NFL初の聴覚障害者の選手
- ボブ・ハーパー - 『The Biggest Loser 』で有名になったパーソナル・トレーナー
- ラリー・エリオット - 国際広告会社のオーナー

## 歴代学長
- 1929年～1930年、ジョン・S・ジーグラー
- 1930年～1946年、フィランダー・クラクストン
- 1946年～1962年、ハルバート・ハーヴィル
- 1962年9月～12月、アール・E・セクストン(臨時)
- 1963年～1976年、ジョー・モーガン
- 1976年～1987年、ロバート・O・リグス
- 1988年～1994年、オスカー・ペイジ
- 1994年7月～10月、リチャード・G・ローダ(暫定)
- 1994年～2000年、サル・D・リネラ
- 2000年～2001年、シェリー・L・ホップ(暫定)
- 2001年～2007年、シェリー・L・ホップ
- 2007年～現在、ティモシー・L・ホール